# كوليا (نبات)
الكوليا (الاسم العلمي: Colea) هي جنس من النباتات يتبع الفصيلة البنيونية من رتبة الشفويات.